# Mistrzostwa Świata w Biathlonie 2023 – sztafeta mężczyzn
Sztafeta mężczyzn na Mistrzostwach Świata w Biathlonie 2023 odbyła się 18 lutego w Oberhofie. Była to dziesiąta konkurencja podczas tych mistrzostw. Wystartowało w niej 22 reprezentacji, z których trzy nie ukończyły rywalizacji. Mistrzami świata zostali Francuzi, srebro zdobyli Norwegowie, a trzecie miejsce zajęli Szwedzi.
Polska sztafeta zajęła 17. pozycję.

## Wyniki
| Miejsce | Nr | Reprezentacja                                                                                  | Czas                                      | Kary (L+S)                               | Strata  |
| ------- | -- | ---------------------------------------------------------------------------------------------- | ----------------------------------------- | ---------------------------------------- | ------- |
| 01 !    | 3  | Francja · Antonin Guigonnat · Fabien Claude · Émilien Jacquelin · Quentin Fillon Maillet       | 1:21:48,8 19:33,3 20:45,6 21:16,3 20:13,6 | 0+2 1+7 0+0 0+2 0+1 0+2 0+0 1+3 0+1 0+0  | —       |
| 02 !    | 1  | Norwegia · Vetle Sjåstad Christiansen · Tarjei Bø · Sturla Holm Lægreid · Johannes Thingnes Bø | 1:22:27,6 20:32,5 20:54,9 20:46,4 20:13,8 | 0+5 2+9 0+2 0+3 0+0 1+3 0+3 0+0          | +38,8   |
| 03 !    | 4  | Szwecja · Peppe Femling · Martin Ponsiluoma · Jesper Nelin · Sebastian Samuelsson              | 1:23:28,7 20:54,4 20:19,7 21:00,2 21:14,4 | 0+7 1+6 0+1 1+3 0+2 0+1 0+1 0+1 0+3 0+1  | +1:39,9 |
| 4       | 8  | Czechy · Michal Krčmář · Tomáš Mikyska · Jakub Štvrtecký · Jonáš Mareček                       | 1:23:53,0 19:36,3 20:41,2 21:06,8 22:28,7 | 2+3 0+7 0+0 0+1 0+0 0+3 0+0 0+2 2+3 0+1  | +2:04,2 |
| 5       | 2  | Niemcy · Justus Strelow · Johannes Kühn · Roman Rees · Benedikt Doll                           | 1:25:40,6 20:00,9 22:29,4 20:42,1 22:28,2 | 0+1 5+7 0+0 0+1 0+0 3+3 0+0 0+0 0+1 2+3  | +3:51,8 |
| 6       | 11 | Szwajcaria · Sebastian Stalder · Jeremy Finello · Niklas Hartweg · Serafin Wiestner            | 1:25:56,9 19:37,3 22:51,7 21:02,8 22:25,1 | 2+4 4+4 0+0 0+0 0+1 4+3 0+0 0+0 2+3 0+1  | +4:08,1 |
| 7       | 7  | Włochy · Didier Bionaz · Tommaso Giacomel · Elia Zeni · Lukas Hofer                            | 1:26:11,7 20:19,8 21:07,4 22:21,0 22:23,5 | 0+7 0+7 0+1 0+2 0+2 0+1 0+3 0+2 0+1 0+2  | +4:22,9 |
| 8       | 13 | Rumunia · George Buta · Dmitrii Shamaev · George Coltea · Raul Flore                           | 1:26:37,4 20:52,1 22:05,3 21:31,9 22:08,1 | 0+6 0+7 0+2 0+2 0+1 0+3 0+0 0+2 0+3 0+0  | +4:48,6 |
| 9       | 10 | Słowenia · Alex Cisar · Miha Dovžan · Jakov Fak · Anton Vidmar                                 | 1:26:37,5 20:20,3 22:39,1 20:49,1 22:49,0 | 0+4 3+10 0+0 0+3 0+1 2+3 0+0 0+1 0+3 1+3 | +4:48,7 |
| 10      | 5  | Finlandia · Jaakko Ranta · Tuomas Harjula · Tero Seppälä · Olli Hiidensalo                     | 1:26:57,6 20:48,2 22:23,5 20:35,0 23:10,9 | 0+0 3+7 0+0 0+1 0+0 1+3 0+0 0+0 0+0 2+3  | +5:08,8 |
| 11      | 14 | Kanada · Christian Gow · Adam Runnalls · Logan Pletz · Trevor Kiers                            | 1:27:21,1 20:02,4 22:35,8 22:54,3 21:48,6 | 1+5 1+7 0+1 0+1 0+0 1+3 1+3 0+1 0+1 0+2  | +5:32,3 |
| 12      | 12 | Stany Zjednoczone · Sean Doherty · Paul Schommer · Maxime Germain · Vincent Bonacci            | 1:27:27,4 20:50,5 21:04,9 22:43,0 22:49,0 | 0+7 2+9 0+3 0+2 0+1 0+1 0+2 2+3 0+1 0+3  | +5:38,6 |
| 13      | 9  | Ukraina · Artem Pryma · Dmytro Pidruczny · Bohdan Cymbał · Anton Dudczenko                     | 1:27:39,9 20:19,2 23:01,5 22:01,5 22:17,7 | 0+3 6+12 0+0 0+3 0+0 4+3 0+3 1+3 0+0 1+3 | +5:51,1 |
| 14      | 6  | Austria · David Komatz · Dominic Unterweger · Patrick Jakob · Harald Lemmerer                  | 1:27:49,2 20:10,6 22:48,2 23:02,2 21:48,2 | 0+2 3+8 0+2 0+0 0+0 3+3 0+0 0+3 0+0 0+2  | +6:00,4 |
| 15      | 17 | Estonia · Rene Zahkna · Kristo Siimer · Raido Ränkel · Robert Heldna                           | 1:28:50,9 20:38,4 22:19,8 23:13,2 22:39,5 | 1+6 3+7 0+1 0+0 0+2 1+3 1+3 2+3 0+0 0+1  | +7:02,1 |
| 16      | 16 | Litwa · Tomas Kaukėnas · Vytautas Strolia · Karol Dombrovski · Maksim Fomin                    | 1:29:15,4 20:20,8 22:18,1 22:36,7 23:59,8 | 0+6 3+7 0+0 0+2 0+2 0+1 0+1 0+1 0+3 3+3  | +7:26,6 |
| 17      | 15 | Polska · Andrzej Nędza-Kubiniec · Jan Guńka · Marcin Zawół · Tomasz Jakieła                    | 1:30:02,7 21:33,4 22:33,2 22:38,0 23:18,1 | 1+6 1+9 0+1 0+2 1+3 0+3 0+0 1+3 0+2 0+1  | +8:13,9 |
| 18      | 20 | Łotwa · Aleksandrs Patrijuks · Edgars Mise · Andrejs Rastorgujevs · Gints Lusis                | 1:30:36,8 21:54,3 23:13,9 20:14,9 25:13,7 | 0+7 4+10 0+2 2+3 0+1 2+3 0+1 0+1 0+3 0+3 | +8:48,0 |
| 19      | 22 | Belgia · Thierry Langer · Florent Claude · César Beauvais · Marek Mackels                      | 1:31:47,6 20:50,0 21:38,0 23:33,1 25:46,5 | 2+9 2+11 0+2 0+3 0+1 0+3 2+3 0+2 0+3 2+3 | +9:58,8 |
| 20      | 19 | Kazachstan · Aleksandr Muchin · Władisław Kiriejew · Asset Diusenow · Siergiej Sirik           | LAP 20:32,0 23:26,5 23:10,4               | 0+1 0+3 0+0 2+3 0+1 3+3 1+3              | —       |
| 21      | 21 | Japonia · Mikito Tachizaki · Kiyomasa Ojima · Ryu Yamamoto · Keita Nagaoka                     | LAP 21:33,8 22:20,3                       | 0+0 1+3 0+1 0+1 0+3 1+3                  | —       |
| 22      | 18 | Mołdawia · Maksim Makarov · Pavel Magazeev · Mihail Usov · Andrei Usov                         | LAP 21:15,9 24:16,7                       | 0+0 0+3 2+3 1+3 0+1 2+3                  | —       |